# جورج کانینگهام
جورج کانینگهام (انگلیسی: George Conyngham, 3rd Marquess Conyngham; ۳ فوریهٔ ۱۸۲۵ – ۲ ژوئن ۱۸۸۲) پرسنل نظامی و سیاستمدار اهل پادشاهی متحد بریتانیای کبیر و ایرلند بود.